# Jan de Bray
Jan de Bray (Haarlem, 1627. körül - Amszterdam, 1697. április) holland festőművész és grafikus. Arcképeket, történelmi, vallási és mitológiai témákat festett.

## Életpályája
Atyja Salomon de Bray festő és építész. Katolikus hitben nevelkedett, e miatt a bibliai és vallási témák ábrázolása is természetes volt számára. Feltehetően atyjától tanulta a festészetet. A haarlemi Szent Lukács céh tagja lett, 1675-ben lefestette a céh vezetőit, köztük magát és testvérét, Dick de Bay festőt, ez és más csoportképei igen nevezetesek Haarlem város életének történetében.
Aktív életének nagy részét szülővárosában töltötte, megbecsült polgára és festője volt Haarlemnek. A figurális ábrázolásban való jártassága és tehetsége mintegy Frans Hals utódjává tette őt. Háromszor is megnősült, de házasságai nem voltak szerencsések feleségeinek korai halála miatt. 1689 áprilisában fizetésképtelenné vált, csődöt jelentett, s ekkor Amszterdamba költözött, 1692-ben vált Amszterdam polgárává, ott érte a halál 1697-ben, de Haarlemben temették el.
Sok szép műve maradt fenn, amelyeket mind a mai napig jeles múzeumokban őriznek. Nemcsak portrékat festett, érzéke volt a történeti jelenetek ábrázolásához is. Híres az a képe, amelyen Dávid izraeli király hárfán játszik, mögötte pedig viszik a frigyládát, ebben az igen szépen díszített ládában van a zsidók összes kincse, amely az ő vallásukhoz kapcsolódik.

## Galéria

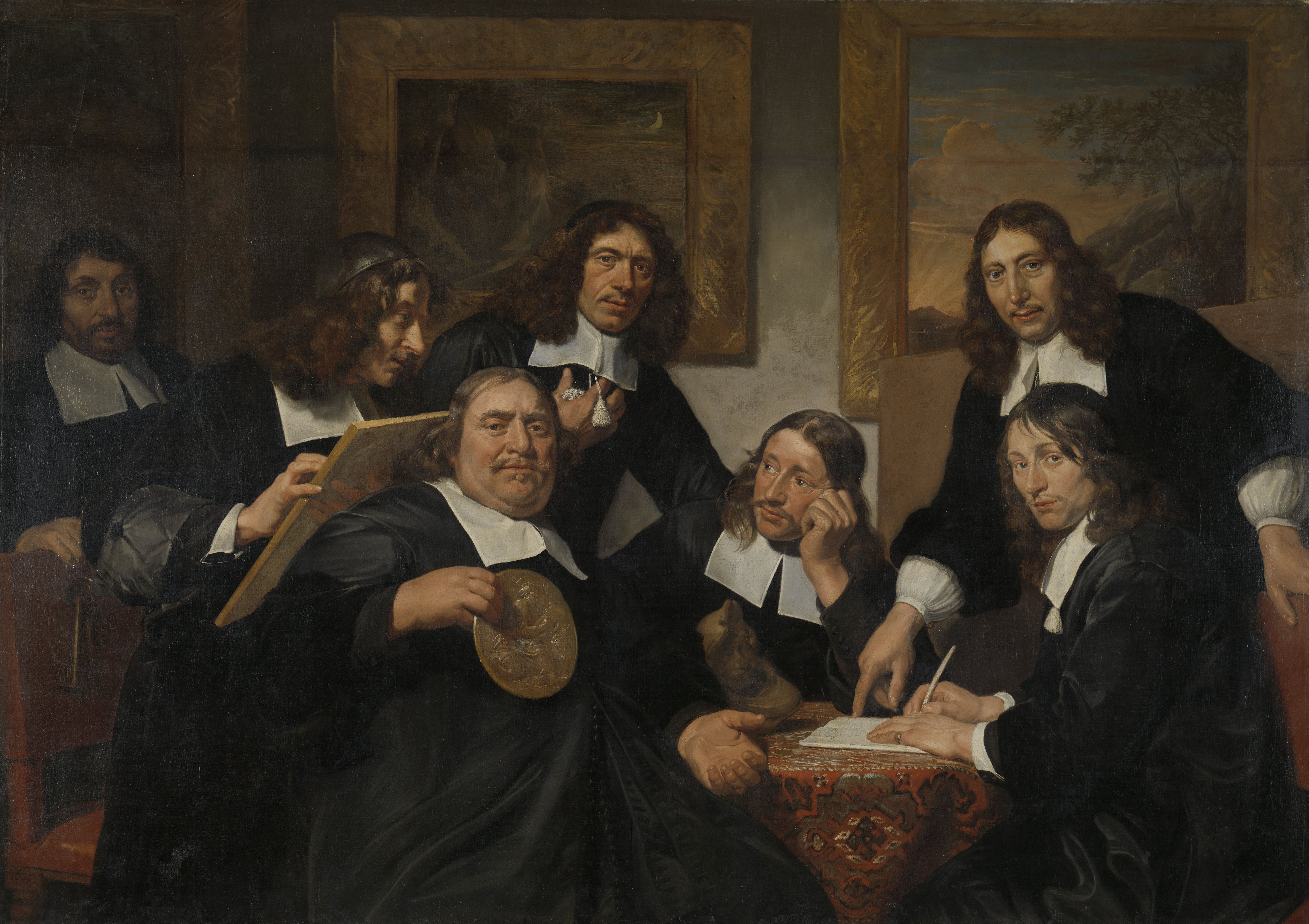
Csoportkép a haarlemi Szent Lukács céh vezetőiről, balról a második Jan de Bray, jobbról az álló alak Dirk de Bray (1575; Rijksmuseum, Amszterdam)
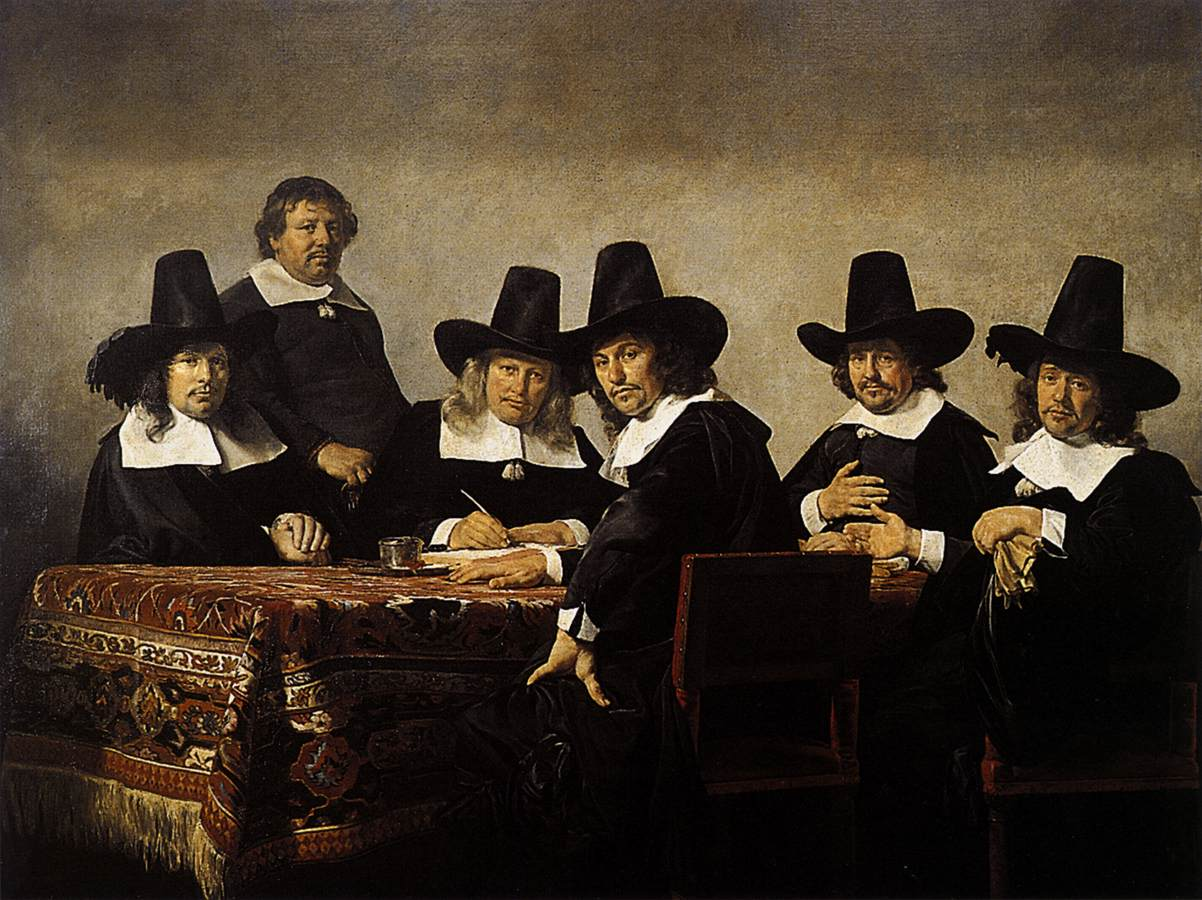
A haarlemi árvaház vezetői (1663; Frans Hals Museum, Haarlem)
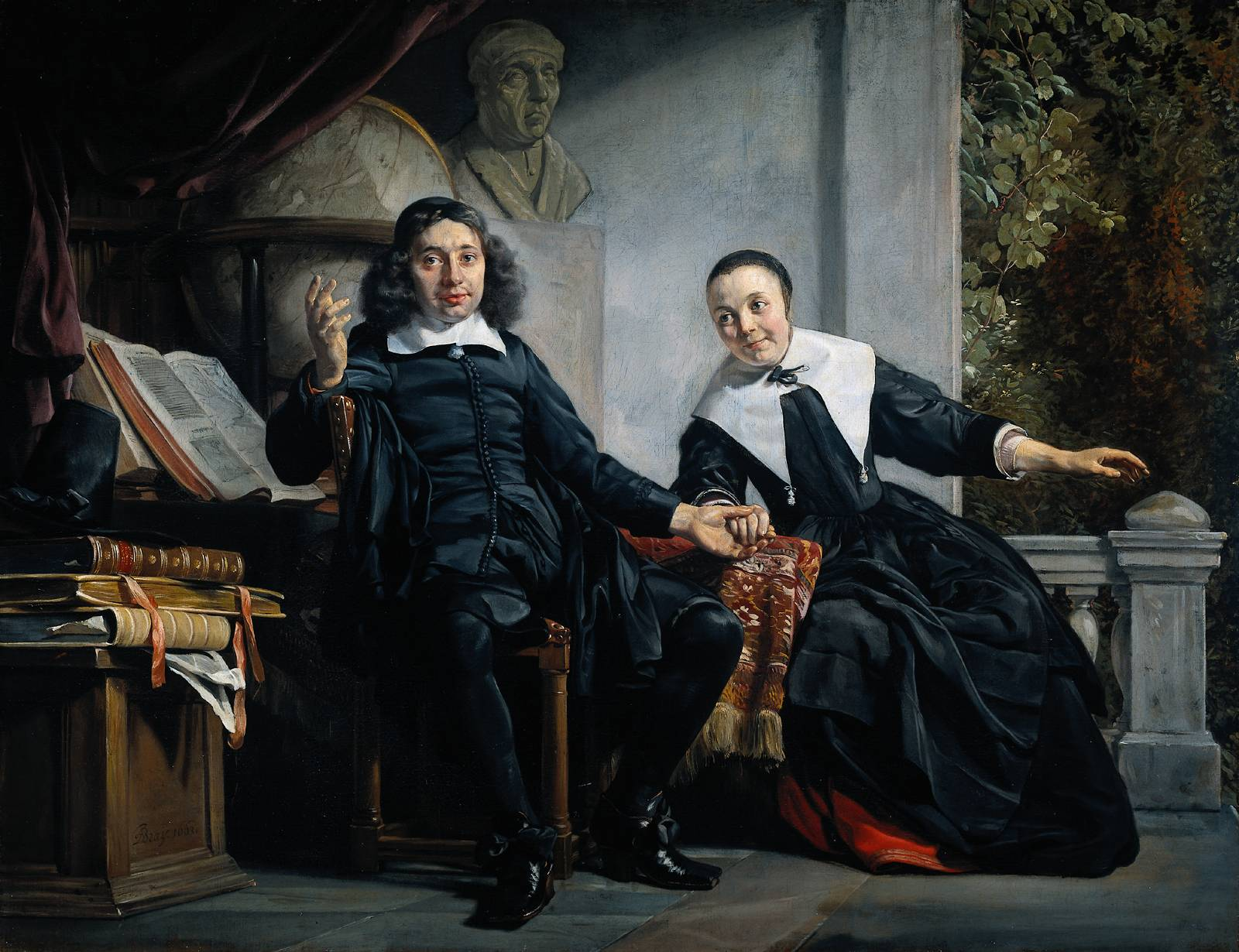
Abraham Casteleyn haarlemi nyomdász és felesége portréja (1663; Rijksmuseum, Amszterdam)
Penelope és Odüsszeusz /vagy a művész és felesége (1668; Speed Art Museum, Louisville, Kentucky, Amerikai Egyesült Államok
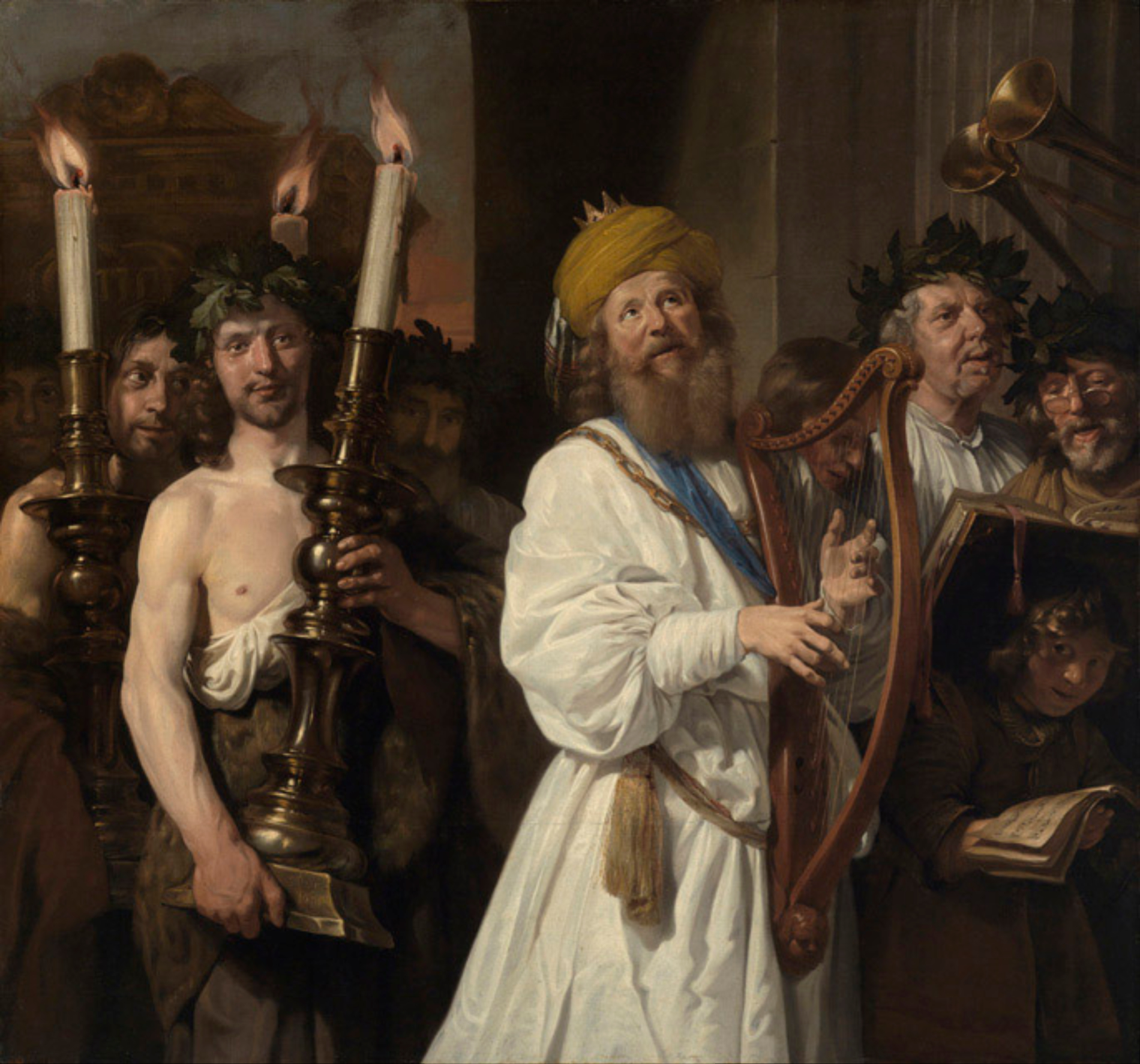
Dávid hárfán játszik (1670; magángyűjteményben)
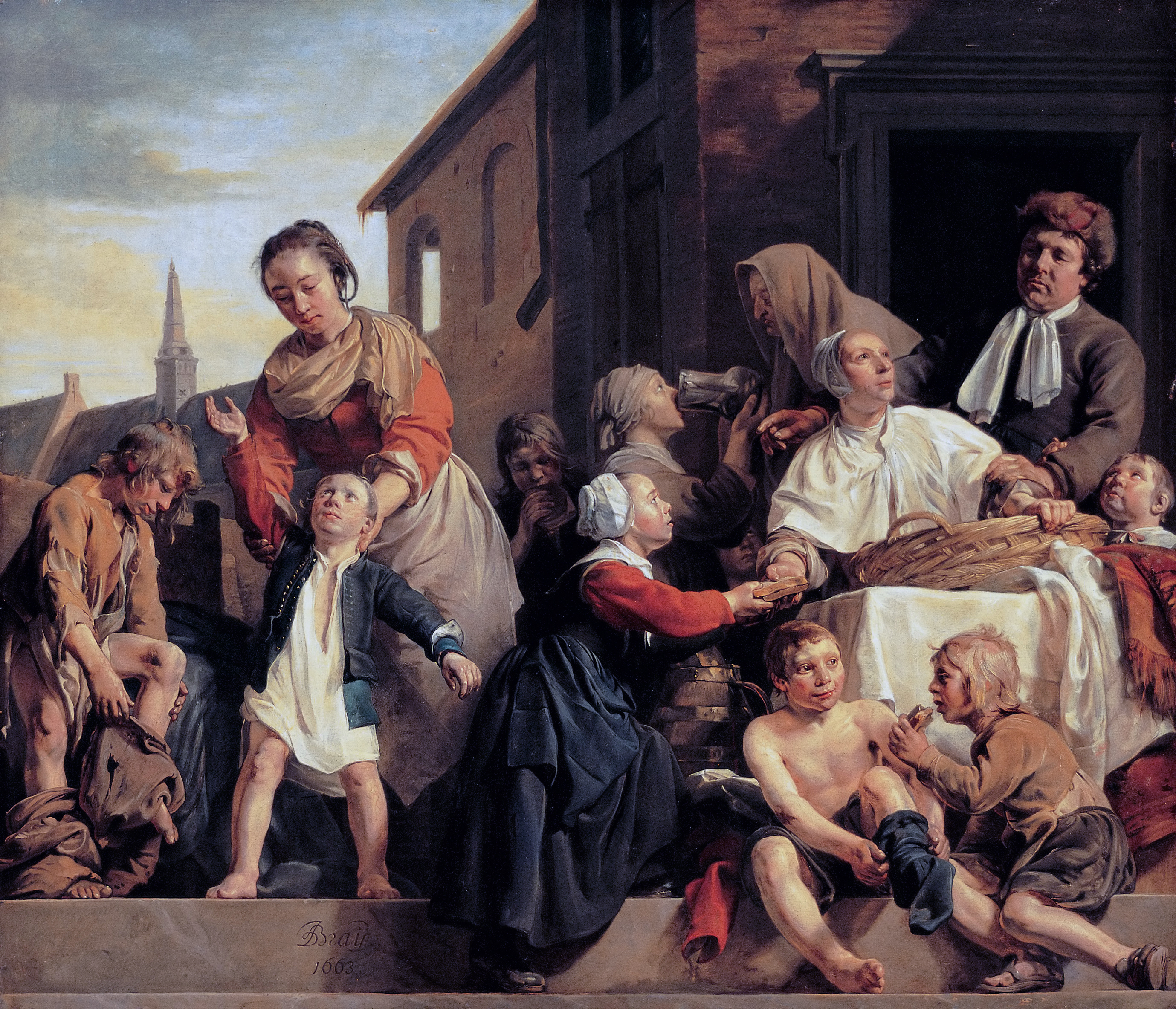
Az árvák ellátása (1675; csoportkép; Frans Hals Múzeum, Haarlem)